# Idaea scholaea
Idaea scholaea är en fjärilsart som beskrevs av Louis Beethoven Prout 1926. Idaea scholaea ingår i släktet Idaea och familjen mätare. Inga underarter finns listade i Catalogue of Life.